# Мерсје (Квебек)
Мерсје (фр. Mercier) је град у Канади у покрајини Квебек. Према резултатима пописа 2011. у граду је живело 11.584 становника.

## Становништво
Према резултатима пописа становништва из 2011. у граду је живело 11.584 становника, што је за 14,5% више у односу на попис из 2006. када је регистровано 10.121 житеља.
| 2006.  | 2011.  |
| ------ | ------ |
| 10.121 | 11.584 |